# Ľubomír Šatka
Ľubomír Šatka (Ilava, 2 dicembre 1995) è un calciatore slovacco, difensore del Samsunspor e della nazionale slovacca.

## Caratteristiche tecniche
È un difensore centrale. La sua velocità gli permette di andare a pressare molto alto e di tentare spesso l'anticipo sugli attaccanti avversari. Possiede un'ottima lettura di gioco, che fa di lui un leader difensivo.
Grazie alle buone doti atletiche, è stato schierato occasionalmente anche come terzino destro, soprattutto in nazionale dove al centro della difesa giocano Martin Škrtel e Milan Škriniar.

## Carriera

### Club

#### Gli inizi in Inghilterra
La carriera di Šatka inizia in Inghilterra, precisamente con il Newcastle. Con la maglia dei magpies disputa tuttavia una sola gara, in FA Cup, figurando maggiormente con la maglia della formazione riserve.
A gennaio 2016 si decide perciò di cederlo in prestito in League Two, la quarta divisione del calcio inglese, allo York City. Con i rossoblu esordisce il 6 febbraio 2016 in una trasferta contro il Northampton Town, subentrando al 58' al compagno di squadra Matt Dixon. Nelle partite successive si ritaglia un ruolo da titolare come terzino destro, arrivando a collezionare sei presenze i Minstermen, prima di fare ritorno al Newcastle.

#### Il ritorno in Slovacchia
Resta nella contea di Tyne and Wear solo per sei mesi, giocando nuovamente con la formazione riserve, prima di tornare in patria al DAC Dunajska Streda. L'impatto è immediatamente positivo, tanto che nei primi sei mesi riesce a diventare immediatamente titolare dei gialloblu giocando al centro della difesa.
La stagione successiva si rivela ancora più soddisfacente per Šatka, visto che il DAC si classifica terzo ottenendo così la qualificazione all'Europa League. Debutta a livello internazionale il 12 luglio 2017, giocando novanta minuti contro la Dinamo Tbilisi. Il percorso dei suoi si ferma tuttavia al turno successivo, quando gli slovacchi vengono sconfitti complessivamente 7-2 dai bielorussi della Dinamo Minsk. La stagione si rivela tuttavia nuovamente positiva, e arriva un altro terzo posto che permette alla squadra di Šatka di qualificarsi nuovamente alla competizione europea.

#### L'arrivo in Polonia
Il 19 luglio 2019 viene annunciato il suo passaggio ufficiale al Lech Poznań. Il trasferimento tuttavia avviene qualche giorno dopo, per permettere a Šatka di disputare i preliminari di Europa proprio contro una squadra polacca, il KS Cracovia. Giocando da titolare entrambe le gare, di cui l'andata con la fascia da capitano, Šatka saluta il suo club con il passaggio del turno dopo aver disputato 83 gare in due anni e mezzo.
In Polonia, a causa del suo arrivo in ritardo, si ritrova in seconda fila nelle gerarchie del Lech, facendo panchina a Thomas Rogne e Đorđe Crnomarković per le prime giornate. Esordisce con la nuova maglia il 17 agosto nella trasferta di Gdynia contro l'Arka Gdynia disputando una gara solida e convincente. Da quel momento gioca tutte le gare del Lech da titolare, escluse le trasferte contro Lechia Gdańsk e Górnik Zabrze, diventando un tassello fondamentale dei kolejorz. Dopo l'infortunio di Robert Gumny, il tecnico del Lech Żuraw lo prova come terzino destro nella difesa a 4, fino all'arrivo dell'ucraino Bohdan Butko. Proprio nel ruolo di esterno di difesa Šatka realizza il suo primo con la maglia del Lech, recuperando l'iniziale svantaggio contro l'Arka Gdynia, squadra contro la quale aveva esordito all'andata.
Riconfermato per la stagione 2020-2021, con l'infortunio di van der Hart e la cessione di Jóźwiak si ritrova di fatto nel ruolo di vice-capitano alle spalle del compagno di reparto Thomas Rogne. In occasione dell'esordio stagionale contro l'Odra Opole in Puchar Polski realizza una doppietta che permette ai suoi di passare il turno. Partecipa da protagonista alla cavalcata del Lech in Europa League, nonostante durante la gara di play-off contro il Sporting Charleroi venga espulso per doppia ammonizione al 77º minuto. Pochi giorni più tardi serve l'assist per il gol dell'1-0 contro il Piast Gliwice al compagno di squadra Jakub Moder.
Il 2 maggio 2022 disputa da titolare la finale di Puchar Polski contro il Raków Częstochowa, dove i kolejorz vengono sconfitti per 1-3 dai rossoblu. Pochi giorni più tardi, tuttavia, arriva un grande riscatto, visto che i kolejorz si laureano campioni di Polonia per l'ottava volta nella loro storia.

### Nazionale
Ha esordito con la Nazionale under-21 nel 2016, venendo convocato per gli europei di categoria del 2017.
Il 12 novembre gioca da titolare con la nazionale maggiore la finale degli spareggi di qualificazione all'europeo 2020, vinta per 2-1 sull'Irlanda del Nord. Il 17 maggio 2021 viene inserito nella lista dei preconvocati di UEFA Euro 2020.

## Statistiche

### Presenze e reti nei club
Statistiche aggiornate al 23 maggio 2022.
| Stagione        | Squadra             | Campionato      | Campionato | Campionato | Coppe nazionali | Coppe nazionali | Coppe nazionali | Coppe continentali | Coppe continentali | Coppe continentali | Altre coppe | Altre coppe | Altre coppe | Totale | Totale |
| Stagione        | Squadra             | Comp            | Pres       | Reti       | Comp            | Pres            | Reti            | Comp               | Pres               | Reti               | Comp        | Pres        | Reti        | Pres   | Reti   |
| --------------- | ------------------- | --------------- | ---------- | ---------- | --------------- | --------------- | --------------- | ------------------ | ------------------ | ------------------ | ----------- | ----------- | ----------- | ------ | ------ |
| 2013-2014       | Newcastle Utd       | PL              | 0          | 0          | -               | -               | -               | -                  | -                  | -                  | -           | -           | -           | 0      | 0      |
| 2014-2015       | Newcastle Utd       | PL              | 0          | 0          | FA              | 1               | 0               | -                  | -                  | -                  | -           | -           | -           | 1      | 0      |
| 2015-gen.2016   | Newcastle Utd       | PL              | 0          | 0          | -               | -               | -               | -                  | -                  | -                  | -           | -           | -           | 0      | 0      |
| gen.-mag.2016   | York City           | L2              | 6          | 0          | -               | -               | -               | -                  | -                  | -                  | -           | -           | -           | 6      | 0      |
| 2016-gen.2017   | Newcastle Utd       | CH              | 0          | 0          | -               | -               | -               | -                  | -                  | -                  | -           | -           | -           | 0      | 0      |
| gen.-mag.2017   | DAC Dunajská Streda | SL              | 10         | 0          | SP              | 1               | 0               | -                  | -                  | -                  | -           | -           | -           | 11     | 0      |
| 2017-2018       | DAC Dunajská Streda | SL              | 22+8       | 0+1        | SP              | 3               | 0               | -                  | -                  | -                  | -           | -           | -           | 33     | 1      |
| 2018-2019       | DAC Dunajská Streda | SL              | 21+8       | 2+0        | SP              | 4               | 2               | UEL                | 4                  | 0                  | -           | -           | -           | 37     | 3      |
| giu.-ago. 2019  | DAC Dunajská Streda | SL              | 0          | 0          | SP              | 0               | 0               | UEL                | 2                  | 0                  | -           | -           | -           | 2      | 0      |
| ago.2019-2020   | Lech Poznań         | E               | 31         | 1          | PP              | 4               | 0               | -                  | -                  | -                  | -           | -           | -           | 35     | 1      |
| 2020-2021       | Lech Poznań         | E               | 17         | 0          | PP              | 1               | 2               | UEL                | 9                  | 0                  | -           | -           | -           | 27     | 2      |
| 2021-2022       | Lech Poznań         | E               | 25         | 1          | PP              | 3               | 0               | -                  | -                  | -                  | -           | -           | -           | 29     | 1      |
| Totale carriera | Totale carriera     | Totale carriera | 122+16     | 3+1        |                 | 17              | 4               |                    | 15                 | 0                  |             | -           | -           | 180    | 8      |

### Cronologia presenze e reti in nazionale
| Cronologia completa delle presenze e delle reti in nazionale ― Slovacchia | Cronologia completa delle presenze e delle reti in nazionale ― Slovacchia | Cronologia completa delle presenze e delle reti in nazionale ― Slovacchia | Cronologia completa delle presenze e delle reti in nazionale ― Slovacchia | Cronologia completa delle presenze e delle reti in nazionale ― Slovacchia | Cronologia completa delle presenze e delle reti in nazionale ― Slovacchia | Cronologia completa delle presenze e delle reti in nazionale ― Slovacchia | Cronologia completa delle presenze e delle reti in nazionale ― Slovacchia |
| Data                                                                      | Città                                                                     | In casa                                                                   | Risultato                                                                 | Ospiti                                                                    | Competizione                                                              | Reti                                                                      | Note                                                                      |
| ------------------------------------------------------------------------- | ------------------------------------------------------------------------- | ------------------------------------------------------------------------- | ------------------------------------------------------------------------- | ------------------------------------------------------------------------- | ------------------------------------------------------------------------- | ------------------------------------------------------------------------- | ------------------------------------------------------------------------- |
| 25-3-2018                                                                 | Bangkok                                                                   | Thailandia                                                                | 2 – 3                                                                     | Slovacchia                                                                | Amichevole                                                                | -                                                                         |                                                                           |
| 31-5-2018                                                                 | Trnava                                                                    | Slovacchia                                                                | 1 – 1                                                                     | Paesi Bassi                                                               | Amichevole                                                                | -                                                                         | 73’                                                                       |
| 4-6-2018                                                                  | Ginevra                                                                   | Slovacchia                                                                | 1 – 2                                                                     | Marocco                                                                   | Amichevole                                                                | -                                                                         |                                                                           |
| 5-9-2018                                                                  | Bratislava                                                                | Slovacchia                                                                | 3 – 0                                                                     | Danimarca                                                                 | Amichevole                                                                | -                                                                         |                                                                           |
| 9-9-2018                                                                  | Leopoli                                                                   | Ucraina                                                                   | 1 – 0                                                                     | Slovacchia                                                                | UEFA Nations League 2018-2019 - 1º turno                                  | -                                                                         |                                                                           |
| 16-10-2018                                                                | Stoccolma                                                                 | Svezia                                                                    | 1 – 1                                                                     | Slovacchia                                                                | Amichevole                                                                | -                                                                         | 83’                                                                       |
| 7-6-2019                                                                  | Bratislava                                                                | Slovacchia                                                                | 5 – 1                                                                     | Giordania                                                                 | Amichevole                                                                | -                                                                         |                                                                           |
| 9-9-2019                                                                  | Budapest                                                                  | Ungheria                                                                  | 1 – 2                                                                     | Slovacchia                                                                | UEFA Nations League 2018-2019 - 1º turno                                  | -                                                                         |                                                                           |
| 13-10-2019                                                                | Bratislava                                                                | Slovacchia                                                                | 1 – 1                                                                     | Paraguay                                                                  | Amichevole                                                                | -                                                                         |                                                                           |
| 12-11-2020                                                                | Belfast                                                                   | Irlanda del Nord                                                          | 1 – 2 dts                                                                 | Slovacchia                                                                | Qual. Euro 2020                                                           | -                                                                         |                                                                           |
| 15-11-2020                                                                | Trnava                                                                    | Slovacchia                                                                | 1 – 0                                                                     | Scozia                                                                    | UEFA Nations League 2020-2021 - 1º turno                                  | -                                                                         |                                                                           |
| 30-3-2021                                                                 | Trnava                                                                    | Slovacchia                                                                | 2 – 1                                                                     | Russia                                                                    | Qual. Mondiali 2022                                                       | -                                                                         |                                                                           |
| 1-6-2021                                                                  | Ried im Innkreis                                                          | Slovacchia                                                                | 1 – 1                                                                     | Bulgaria                                                                  | Amichevole                                                                | -                                                                         |                                                                           |
| 6-6-2021                                                                  | Vienna                                                                    | Austria                                                                   | 0 – 0                                                                     | Slovacchia                                                                | Amichevole                                                                | -                                                                         |                                                                           |
| 14-6-2021                                                                 | San Pietroburgo                                                           | Polonia                                                                   | 1 – 2                                                                     | Slovacchia                                                                | Euro 2020 - 1º turno                                                      | -                                                                         |                                                                           |
| 18-6-2021                                                                 | San Pietroburgo                                                           | Svezia                                                                    | 1 – 0                                                                     | Slovacchia                                                                | Euro 2020 - 1º turno                                                      | -                                                                         |                                                                           |
| 23-6-2021                                                                 | Siviglia                                                                  | Slovacchia                                                                | 0 – 5                                                                     | Spagna                                                                    | Euro 2020 - 1º turno                                                      | -                                                                         |                                                                           |
| 1-9-2021                                                                  | Lubiana                                                                   | Slovenia                                                                  | 1 – 1                                                                     | Slovacchia                                                                | Qual. Mondiali 2022                                                       | -                                                                         |                                                                           |
| 4-9-2021                                                                  | Bratislava                                                                | Slovacchia                                                                | 0 – 1                                                                     | Croazia                                                                   | Qual. Mondiali 2022                                                       | -                                                                         |                                                                           |
| 7-9-2021                                                                  | Bratislava                                                                | Slovacchia                                                                | 2 – 0                                                                     | Cipro                                                                     | Qual. Mondiali 2022                                                       | -                                                                         |                                                                           |
| 8-10-2021                                                                 | Kazan'                                                                    | Russia                                                                    | 1 – 0                                                                     | Slovacchia                                                                | Qual. Mondiali 2022                                                       | -                                                                         |                                                                           |
| 11-10-2021                                                                | Osijek                                                                    | Croazia                                                                   | 2 – 2                                                                     | Slovacchia                                                                | Qual. Mondiali 2022                                                       | -                                                                         |                                                                           |
| 11-11-2021                                                                | Trnava                                                                    | Slovacchia                                                                | 2 – 2                                                                     | Slovenia                                                                  | Qual. Mondiali 2022                                                       | -                                                                         |                                                                           |
| 14-11-2021                                                                | Ta' Qali                                                                  | Malta                                                                     | 0 – 6                                                                     | Slovacchia                                                                | Qual. Mondiali 2022                                                       | -                                                                         |                                                                           |
| 29-3-2022                                                                 | Murcia                                                                    | Finlandia                                                                 | 0 – 2                                                                     | Slovacchia                                                                | Amichevole                                                                | -                                                                         | 46’                                                                       |
| 3-6-2022                                                                  | Novi Sad                                                                  | Bielorussia                                                               | 0 – 1                                                                     | Slovacchia                                                                | UEFA Nations League 2022-2023 - 1º turno                                  | -                                                                         |                                                                           |
| 10-6-2022                                                                 | Baku                                                                      | Azerbaigian                                                               | 0 – 1                                                                     | Slovacchia                                                                | UEFA Nations League 2022-2023 - 1º turno                                  | -                                                                         | 87’                                                                       |
| 22-9-2022                                                                 | Trnava                                                                    | Slovacchia                                                                | 1 – 2                                                                     | Azerbaigian                                                               | UEFA Nations League 2022-2023 - 1º turno                                  | -                                                                         |                                                                           |
| 25-9-2022                                                                 | Bačka Topola                                                              | Slovacchia                                                                | 1 – 1                                                                     | Bielorussia                                                               | UEFA Nations League 2022-2023 - 1º turno                                  | -                                                                         |                                                                           |
| 17-11-2022                                                                | Podgorica                                                                 | Montenegro                                                                | 2 – 2                                                                     | Slovacchia                                                                | Amichevole                                                                | -                                                                         |                                                                           |
| 20-11-2022                                                                | Bratislava                                                                | Slovacchia                                                                | 0 – 0                                                                     | Cile                                                                      | Amichevole                                                                | -                                                                         |                                                                           |
| 23-3-2023                                                                 | Trnava                                                                    | Slovacchia                                                                | 0 – 0                                                                     | Lussemburgo                                                               | Qual. Euro 2024                                                           | -                                                                         |                                                                           |
| 19-11-2023                                                                | Zenica                                                                    | Bosnia ed Erzegovina                                                      | 1 – 2                                                                     | Slovacchia                                                                | Qual. Euro 2024                                                           | 1                                                                         |                                                                           |
| 14-10-2024                                                                | Baku                                                                      | Azerbaigian                                                               | 1 – 3                                                                     | Slovacchia                                                                | UEFA Nations League 2024-2025 - 1º turno                                  | -                                                                         |                                                                           |
| 7-6-2025                                                                  | Candia                                                                    | Grecia                                                                    | 4 – 1                                                                     | Slovacchia                                                                | Amichevole                                                                | -                                                                         | 76’                                                                       |
| 10-6-2025                                                                 | Debrecen                                                                  | Israele                                                                   | 1 – 0                                                                     | Slovacchia                                                                | Amichevole                                                                | -                                                                         |                                                                           |
| Totale                                                                    |                                                                           | Presenze                                                                  | 36                                                                        |                                                                           | Reti                                                                      | 1                                                                         |                                                                           |

## Palmarès

### Club

#### Competizioni nazionali
- Campionato polacco: 1

Lech Poznań: 2021-2022